# Ibn Mukla

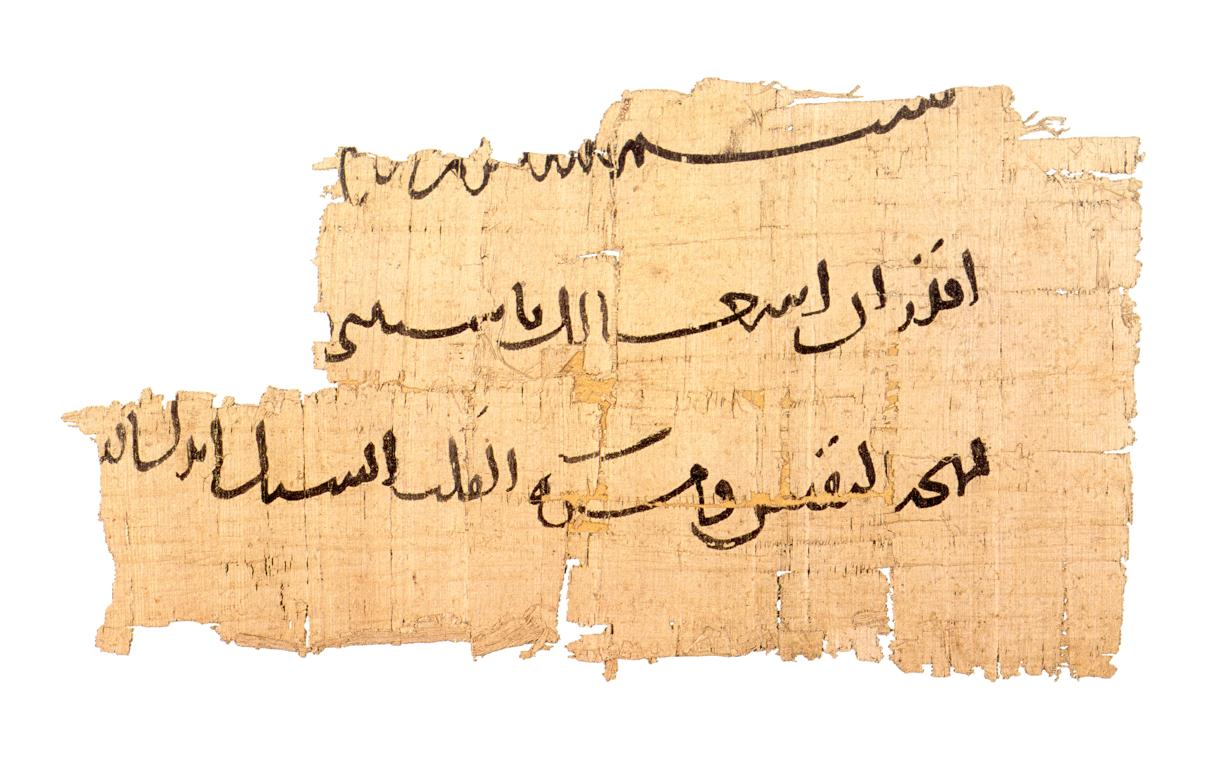
Papirus egipski z czasów Ibn Mukli sporządzony w piśmie "naschi"

Ali Ibn Mukla (885-940) – wezyr Abbasydów, kaligraf, uchodzący za wynalazcę pisma „naschi”, najpopularniejszego bodaj stylu kaligrafii arabskiej.

## Kariera urzędnicza
Urodził się w Bagdadzie w 885, w ubogiej rodzinie. W wieku 16 lat rozpoczął karierę urzędniczą i doszedł do wysokich stanowisk dzięki wielce wpływowemu wezyrowi Ibn al-Furatowi. Sam był trzykrotnie mianowany wezyrem i dymisjonowany za panowania kalifów: Al-Muktadira (908-932), Al-Kahira (932-934) i Ar-Radiego (934-940). Jako wezyr dorobił się takiej fortuny, iż stać go było na wystawienie dla siebie wspaniałej rezydencji z rozległym ogrodem, w najbogatszej dzielnicy miasta. Zgromadził w nim wiele gatunków roślin i zwierząt, często egzotycznych. Z jego polecenia prowadzono szereg eksperymentów hodowlanych. Ibn Mukla odegrał również niechlubną rolę w dziejach kalifatu. To podobno wskutek jego intryg zmuszono do abdykacji kalifa Al-Kahira.

## Surowy urzędnik
W 934 Ibn Mukla postawił przed sądem niejakiego Asz-Szamalghaniego pochodzącego z jednej z wiosek w okolicach Wasit, za głoszenie herezji. Twierdził, że jest nosicielem Ducha Bożego. Został on wraz z dwom uczniami wychłostany i spalony na stosie. Z kolei innym razem Ibn Mukla rozkazał wychłostać recytatora (mukri), niejakiego Ibn Szanabuza za rzekomo „nie-kanoniczną” recytację Koranu i kazał mu wyrecytować następnie w 6 „stylach”: „Muhammad Ibn Ahmad Ibn Ajjub powiada: Czytałem znaki niezgodnie z zebranym przez Usmana Koranem, na który zgodzili się towarzysze Proroka (Mahometa), niech Bóg modli się za niego i da mu pokój. Później wszakże zrozumiałem, że jest to grzech, za który żałuję i odżegnuję się od niego. Koran Usmana jest bowiem prawdziwy, nie można mu się sprzeciwiać ani czytać inaczej, niż jest w nim napisane”.

## Upadek Ibn Mukli
Został pozbawiony urzędu i trafił do więzienia w 938, po wykryciu spisku mającego na celu obalenie Ibn Raika, „najwyższego rozkazodawcę” (amir al-umara), faktycznie najważniejszą osobę w państwie abbasydzkim Spisek uknuł Ibn Mukla wspólnie z kalifem Ar-Radim, lecz ten ostatni ostatecznie zdradził wezyra. Za karę Ibn Mukli odcięto prawą dłoń, co było dla niego bolesne tym bardziej, że był znakomitym kaligrafem. Podobno po zwolnieniu z więzienia zaczął publicznie lżyć swoich oprawców, za co trafił do aresztu po raz wtóry, i tym razem wybito mu zęby i ucięto język. Zmarł w więzieniu. W kronikach arabskich zapisano, że dumny niegdyś wezyr musiał podczas czerpania wody przytrzymywać linę ustami, aby opróżnić wiadro.

## Zasługi Ibn Mukli dla kultury muzułmańskiej
Ibn Mukla uchodzi za wynalazcę pisma „naschi” (arab. ‘kopistyczne’) – uproszczonego rodzaju kaligrafii, w stosunku do poprzednio stosowanego pisma „kufi” (arab. ‘kufickie’, od miasta irackiego Al-Kufa), które rozpowszechniło się następnie w świecie islamu. Jeśli Ibn Mukla nie wynalazł „naschi”, to w każdym razie je wprowadził do administracji, oraz narzucił pewne ogólnie obowiązujące normy: tzw. al-chatt al-mansub, pismo tworzone według określonych proporcji; podstawową jednostką miary był tu romboidalny punkt, a punktem odniesienia – litera ‘alif’. Wraz z pasją do muzyki i matematyki widać tu wpływy myśli pitagorejskiej, zapewne zreinterpretowanej. Innowację tą umożliwiło wprowadzenie papieru tudzież papirusu w miejsce dotychczasowych materiałów piśmienniczych, jak kamień, kości itp. Jakut Ibn Abdallah al-Hamawi podaje w „Irszad al-arib”, że w bibliotece Adud ad-Dawli w Szirazie przechowywano za jego czasów Koran w kilku tomach, własnoręcznie przepisany przez Ibn Muklę Listy wezyra były pisane w tak wybornym stylu, że zebrano je później w antologię. Do naszych czasów nie dochowało się wszakże żadne z dzieł Ibn Mukli.